# Smiles (film)
Smiles er en amerikansk stumfilm fra 1919 af Arvid E. Gillstrom.

## Medvirkende
- Jane Lee som Jane
- Katherine Lee som Katherine
- Ethel Fleming som Lucille Forrest
- Val Paul som Tom Hayes
- Carmen Phillips som Yelba